# Giardomyia indica
Giardomyia indica är en tvåvingeart som beskrevs av Grover och Madhu Bakhshi 1978. Giardomyia indica ingår i släktet Giardomyia och familjen gallmyggor. Inga underarter finns listade i Catalogue of Life.